# Tage oder Stunden
Tage oder Stunden (Originaltitel: Deux jours à tuer) ist ein französisches Filmdrama von Jean Becker aus dem Jahr 2008. 

## Handlung
Von einem Tag auf den anderen stellt Antoine alles bislang Erreichte in Frage. Der Werbefachmann hat die Nase voll von den verlogenen Schmeicheleien gegenüber seinen reichen Kunden. Und von der Liebe zu seiner Frau Cécile ist offenbar auch nicht mehr viel geblieben. Bei seiner Geburtstagsfeier nimmt er kein Blatt mehr vor den Mund und stößt auch seine Freunde rüde vor den Kopf. Noch am selben Abend verlässt er Frau und Kinder. Nach einem kurzen Zwischenstopp bei seiner Neurologin führt ihn sein Weg nach Irland. Dort besucht er seinen Vater, einen passionierten Angler, zu dem er seit seinem 13. Lebensjahr ein unterkühltes Verhältnis hat, und sucht die Aussprache. Bei einem gemeinsamen Angelausflug bricht Antoine zusammen und bereitet seinem Vater Sorgen. Antoine berichtet von seiner unheilbaren Krankheit und seiner Absicht zu sterben. Er war gemein zu seinen Mitmenschen, damit ihm nach seinem Ableben niemand nachtrauert.

## Produktion und Veröffentlichung
Vorlage für das Drehbuch war der gleichnamige Roman des Schriftstellers François d’Épenoux. Die Landschaft der westirischen Region Connemara diente als Kulisse für die Szenen in Irland. Alle übrigen Aufnahmen entstanden in Frankreich in den Départements Manche und Yvelines sowie in der Hauptstadt Paris.
Der Film kam am 30. April 2008 in Frankreich in die Kinos.

## Kritiken
„Brillant gespielte und inszenierte, wenngleich stark konstruierte Tragikomödie mit philosophisch-religiösen Untertönen. In schnellen Schnitten und Kamerabewegungen sowie der zügig voranschreitenden Handlung sinniert sie aufrüttelnd über die Flüchtigkeit des Glücks und vermittelt nachvollziehbar ihre ‚carpe diem‘-Botschaft.“

„Regisseur Jean Becker hat sich dann allerdings für den Schlussteil des Films eine filmreife, lebensferne, melodramatische Wendung ausgedacht, die seine Hauptfigur und seinen Film dramaturgisch und emotional beschädigt. So ist "Tage oder Stunden" am Ende ein zwiespältiges (Miss-)Vergnügen geworden. Schade ...“